# Shinjuku
Shinjuku (新宿区, Shinjuku-ku, "Nova posada") és un dels 23 barris especials de Tòquio (Japó). És el principal centre comercial i administratiu i on hi ha l'estació de tren més transitada del món (Estació de Shinjuku) i l'Edifici del Govern Metropolità de Tòquio, el centre administratiu del govern de Tòquio. Per això es pot tècnicament es pot considerar com la capital de la Prefectura de Tòquio. L'any 2008 aquest barri tenia 312.418 habitants ocupant una superfície de 18,23 km².

## Geografia

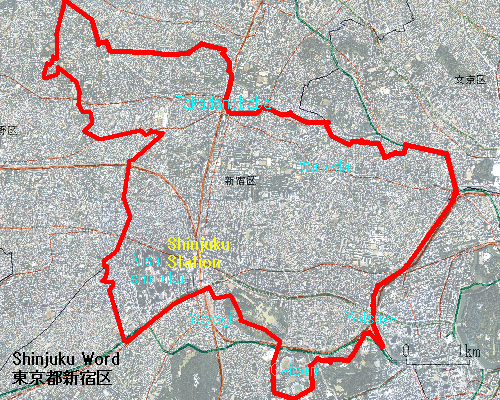
Mapa de Shinjuku

Shinjuku està envoltat pels següents barris de Tòquio: Chiyoda a l'est; Bunkyo i Toshima l nord; Nakano a l'oest i Shibuya i Minato al sud.
L'actual ciutat de Shinjuku conserva diverses viles separades que formen part de la metròpoli de Tòquio.
La major part de Shinjuku està ocupada per l'Altiplà de Yodobashi. El riu Kanda discorre en part a nivell del mar. El punt més alt de Shinjuku es diu Hakone-san al Parc Toyama Park, a 44,6 m sobre el nivell del mar.

### Barris
Aquests són els barris del districte de Shinjuku:
- Aizumi-chō (愛住町)
- Akagi-shitamachi (赤城下町)
- Akagi-motomachi (赤城元町)
- Ageba-chō (揚場町)
- Araki-chō (荒木町)
- Ichigaya-Kaga-chō (市谷加賀町)
- Ichigaya-Kōra-chō (市谷甲良町)
- Ichi.-Sadohara (市谷砂土原町)
- Ichigaya-Sanai (市谷左内町)
- Ichigaya-Takajō (市谷鷹匠町)
- Ichigaya-Ta-machi (市谷田町)
- Ichigaya-Dai-machi (市谷台町)
- Ichi.-Chōenji (市谷長延寺町)
- Ichigaya-Nakano (市谷仲之町)
- Ichi.-Hachiman (市谷八幡町)
- I.-Funagawara (市谷船河原町)
- Ichigaya-Honmura (市谷本村町)
- Ichigaya-Yakuōji (市谷薬王寺町)
- Ichigaya-Yanagi-chō (市谷柳町)
- Ichi.-Yamabushi (市谷山伏町)
- Iwato-chō (岩戸町)
- Enoki-chō (榎町)
- Ōkubo (大久保)
- Kaitai-chō (改代町)
- Kaguragashi (神楽河岸)
- Kagurazaka (神楽坂)
- Kasumigaoka-machi (霞ケ丘町)
- Katamachi (片町)
- Kabuki-chō (歌舞伎町)
- Kami-Ochiai (上落合)
- Kawada-chō (河田町)
- Kikui-chō (喜久井町)
- Kita-Shinjuku (北新宿)
- Kitamachi (北町)
- Kita-Yamabushi-chō (北山伏町)
- Saiku-machi (細工町)
- Samon-chō (左門町)
- Shinano-machi (信濃町)
- Shimo-Ochiai (下落合)
- Shimo-Miyabi-chō (下宮比町)
- Shirogane-chō (白銀町)
- Shin-Ogawa-chō (新小川町)
- Shinjuku (新宿)
- Suidō-chō (水道町)
- Suga-chō (須賀町)
- Sumiyoshi-chō (住吉町)
- Daikyō-chō (大京町)
- Takadanobaba (高田馬場)
- Tansu-machi (箪笥町)
- Tsukiji-machi (築地町)
- Tsukudo-chō (津久戸町)
- Tsu.-Hachiman (筑土八幡町)
- Tenjin-chō (天神町)
- Totsuka-machi (戸塚町)
- Tomihisa-chō (富久町)
- Toyama (戸山)
- Naitō-machi (内藤町)
- Nakai (中井)
- Naka-Ochiai (中落合)
- Nakazato-chō (中里町)
- Nakachō (中町)
- Nando-machi (納戸町)
- Nishi-Ochiai (西落合)
- Nishi-Goken-chō (西五軒町)
- Nishi-Shinjuku (西新宿)
- Nijutsuki-machi (二十騎町)
- Nishi-Waseda (西早稲田)
- Baba-shitachō (馬場下町)
- Haraikata-machi (払方町)
- Haramachi (原町)
- Higashi-Enoki-chō (東榎町)
- Higashi-Goken-chō (東五軒町)
- Hyakunin-chō (百人町)
- Fukuro-machi (袋町)
- Funamachi (舟町)
- Benten-chō (弁天町)
- Minami-Enoki-chō (南榎町)
- Minamichō (南町)
- Minami-motomachi (南元町)
- Minami-Yamabushi (南山伏町)
- Yamabuki-chō (山吹町)
- Yarai-chō (矢来町)
- Yokotera-machi (横寺町)
- Yochō-machi (余丁町)
- Yotsuya (四谷)
- Yotsuyasaka-machi (四谷坂町)
- Yotsuya-Sanei-chō (四谷三栄町)
- Yotsuya-Honshio (四谷本塩町)
- Wakaba (若葉)
- Wakamatsu-chō (若松町)
- Wakamiya-chō (若松町)
- Was.-Tsurumaki (早稲田鶴巻町)
- Waseda-Minami (早稲田南町)
- Waseda-machi (早稲田町)

## Història

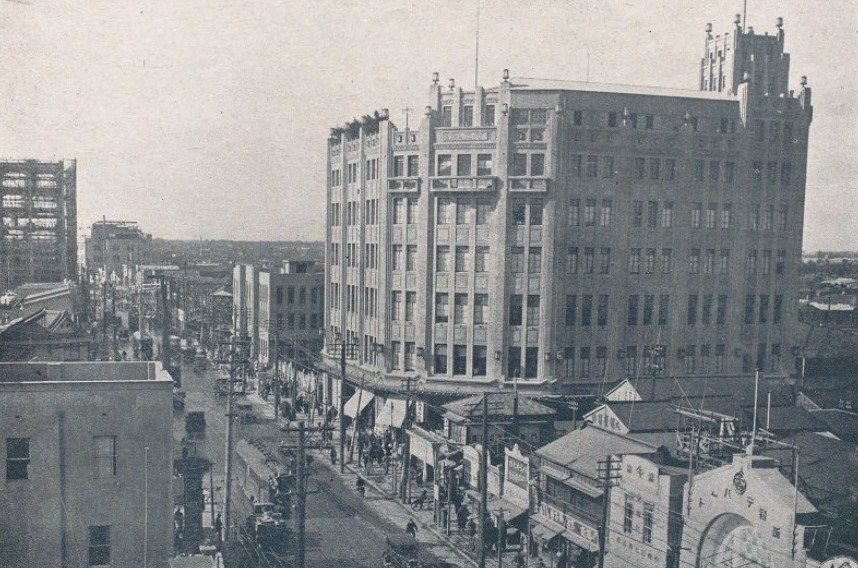
Shinjuku, a la dècada del 1920

L'any 1634, durant el període Edo, hi havia a la zona molts temples.
El 1920, la ciutat de Naitō-Shinjuku, la qual comprenia grans parts de l'actual Shinjuku, parts de Nishi-i de Kabukichō es va integrar dins la Ciutat de Tòquio.
Durant la Segona Guerra Mundial, de maig a agost de 1945, Tòquio va ser bombardejat i es van destruir al voltant del 90% dels edificis de la zona al voltant de l'Estació de Shinjuku.
L'actual barri de Shinjuku es va fundar el 15 de març de 1947 amb la fusió dels barris de Yotsuya, Ushigome, i Yodobashi. A Shinjuku, en part, es van desenvolupar els Jocs Olímpics d'Estiu de 1964.

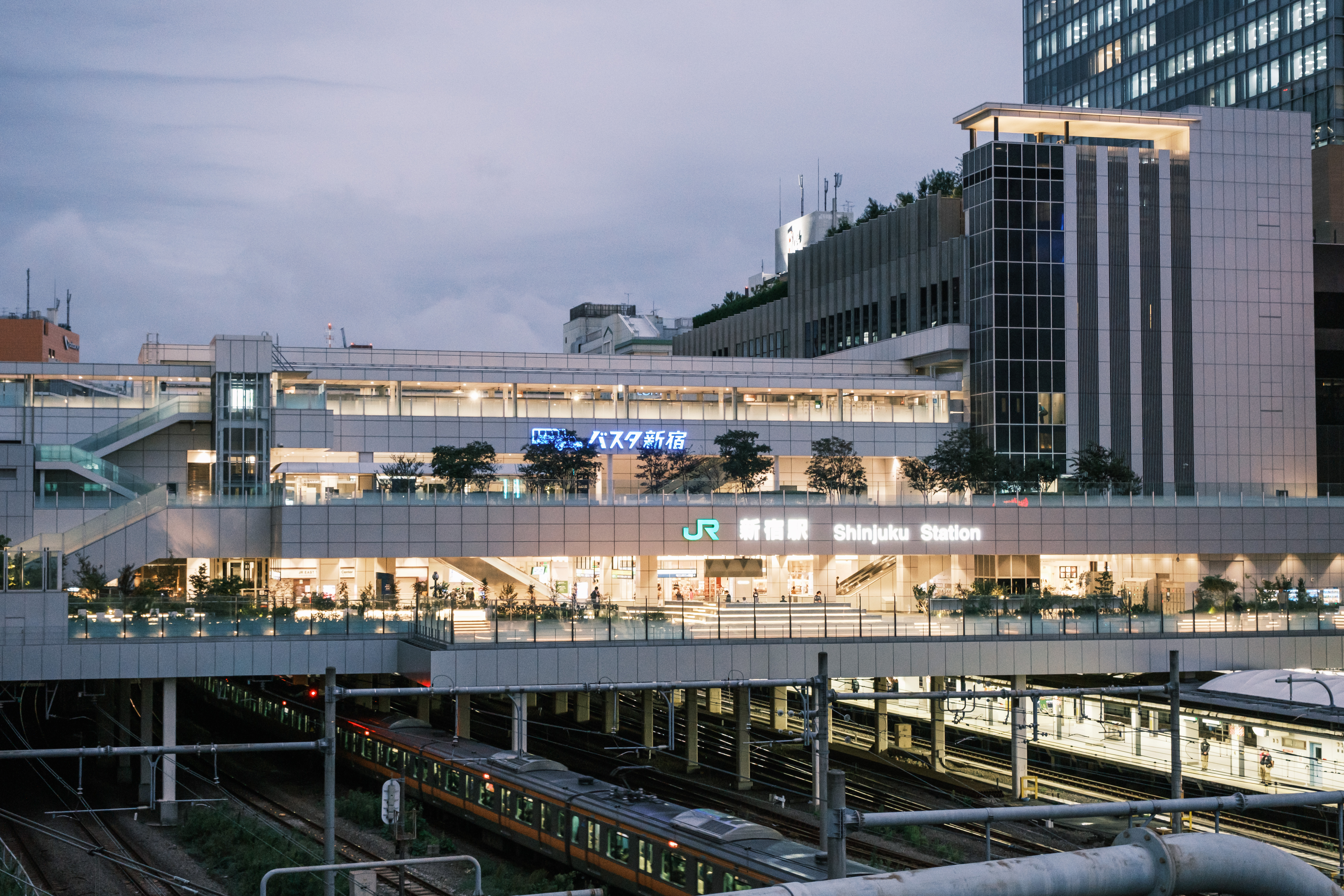
Estació de Shinjuku (2020)

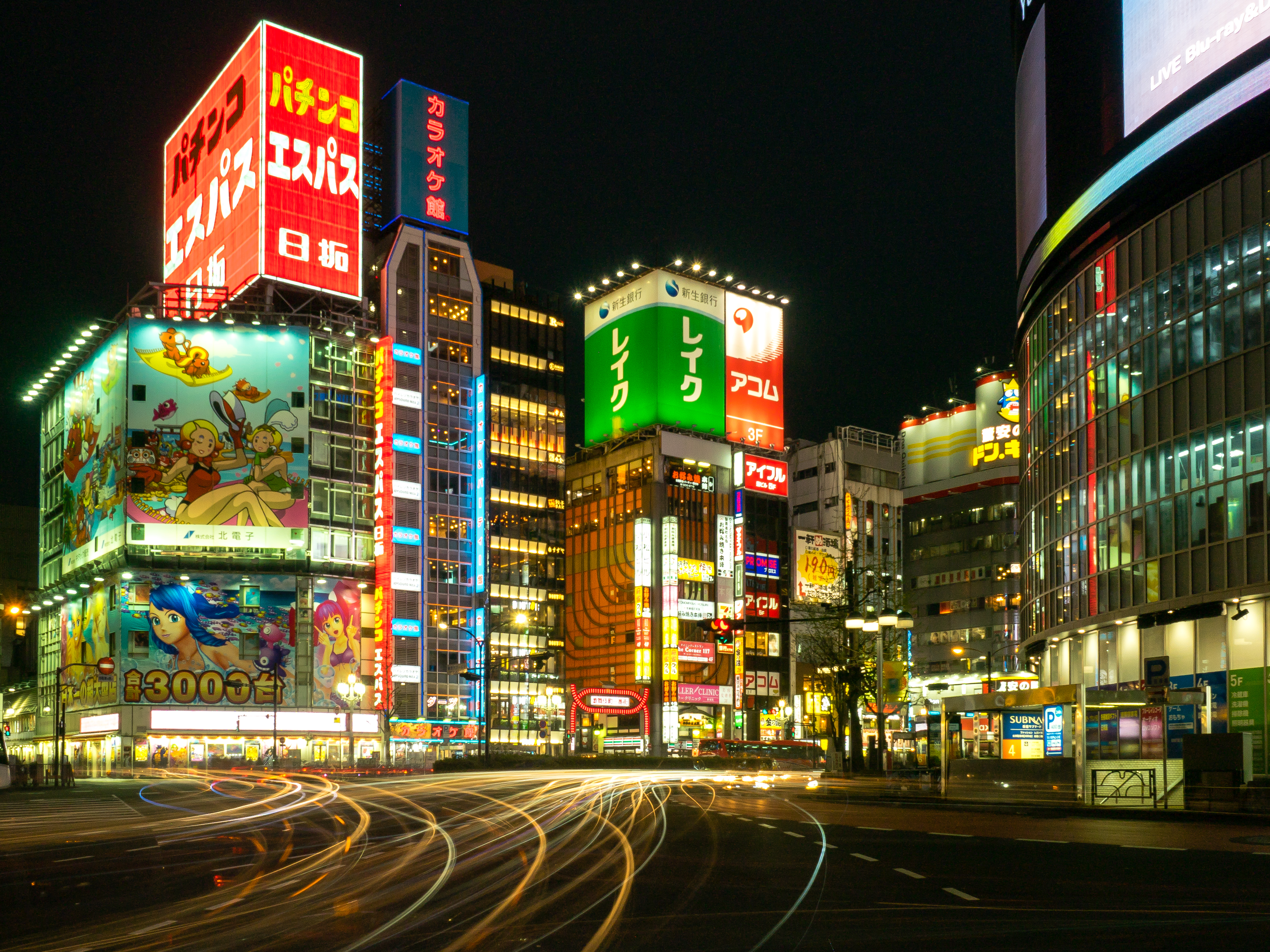
Carrer de Yasukuni de nit (2018)

### Ferrocarril
- Companyia de Ferrocarrils del Japó Oriental (JR East)
  - Shinjuku - Shin-Ōkubo - Takadanobaba - Yotsuya - Shinano-machi - Ōkubo
- Metro de Tòquio
  - Nishi-Shinjuku - Shinjuku - Shinjuku-sanchōme - Shinjuku-Gyoenmae - Yotsuya-sanchōme - Yotsuya - Iidabashi - Ochiai - Takadanobaba - Waseda - Kagurazaka - Ichigaya - Nishi-Waseda - Higashi-Shinjuku
- Metro Públic de Tòquio (TOEI)
- Tramvia Metropolità de Tòquio (Toden)
- Ferrocarril Elèctric de Tòquio-Hachiōji (Keiō)
- Ferrocarril Elèctric Exprés d'Odawara (Odakyū)
- Ferrocarril de Musashi Occidental (Seibu)

## Agermanaments
Shinjuku està agermanada amb diverses localitats:
- Lambeth, Londres, Regne Unit
- Lefkada, Grècia
- Berlín-Mitte, Alemanya
- Dongcheng District, Beijing, Xina